# ارنست هولتسر
ارنْست هولْتْسِر (به آلمانی: Ernst Hoeltzer)‏ (زادهٔ ۷ ژانویهٔ ۱۸۳۵ – درگذشتهٔ ۳ ژوئیهٔ ۱۹۱۱) مهندس آلمانی و از عکاسان پیشگام نیمهٔ دوم قرن نوزدهم میلادی بود. او در دوران حکومت ناصرالدین‌شاه قاجار به ایران آمد و حدود ۲۰ سال در اصفهان بود و عکس‌های ارزشمندی از این شهر و اطراف آن تهیه کرد.

## زندگی‌نامه

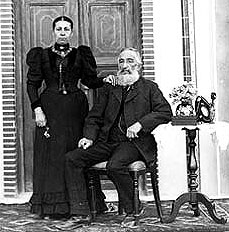
ارنست و همسرش در منزلشان در اصفهان

هولتسر در ۷ ژانویهٔ ۱۸۳۵ در روستای کلاینشمالکالدن از توابع شهر تورینگن زاده شد. او که در سال ۱۸۶۲ به استخدام دولت انگلیس درآمد، مأمور شد به اصفهان برود و مدیریت تلگرافخانهٔ این شهر را برعهده بگیرد. پس از پایان مأموریتش، با دوربینی عکاسی به اصفهان بازگشت و در ۱۸۷۰ با مریم حق‌نظر از ارمنیان ایران ازدواج کرد و در سال‌های بعد شروع به کار عکاسی در این شهر کرد. او میان سال‌های ۱۸۷۳ تا ۱۸۹۷ میلادی (۱۲۵۲ تا ۱۲۷۶ شمسی) بیش از هزار عکس از ایران گرفت. بیشتر تصاویر او مربوط به اصفهان است ولی تعداد اندکی هم از تهران، قم، و کاشان هستند.
هولتسر در ۳ ژوئیهٔ ۱۹۱۱ در جلفای اصفهان درگذشت و در گورستان ارامنه این شهر به خاک سپرده شد.

## فعالیت‌های هنری
وی یادداشت‌هایی از ایران آن دوران بر جای گذاشته‌است. بسیاری از آنچه ذکر کرده‌است آداب و رسومی‌اند که امروزه میان ایرانیان نامتداول است. او خود در مقدمه علت نوشتن این یادداشت‌ها را چنین توصیف می‌کند:
ایران و اصفهان در آستانهٔ یک تحول فرهنگی قرار گرفته‌اند و از چند سال پیش به این طرف بسیاری از عوامل بیگانه اغلب به سبک اروپایی دارند در این کشور نفوذ می‌کنند. عمارت‌های کهن، عادات و آداب و رسوم تدریجاً از بین می‌روند به‌طوری‌که تا چند سال دیگر آنچه را که شاردن و تاورنیه به وصف آورده‌اند پیدا نتوان کرد. از این گذشته طی دوران اقامتم فرصت یافتم از منظره‌ها و ساختمان‌ها و میدان‌های جالب عکس‌برداری کنم و خوشحالم که این عکس‌ها یادگاری از بسیاری از عمارت‌های کهن است که بعدها خراب شدند و از بین رفتند.

## ارنست هولتسر در ایران
ارنست در یک مدرسه فنی در رشتهٔ مخابرات پیام، از طریق دستگاه تحصیل کرده و از آنجا که کارشناس زبده‌ای به‌شمار می‌رفت در سال ۱۲۴۲/۱۸۶۳ به استخدام دولت انگلستان درآمد.
او مأموریت یافت در ایران علاوه بر نظارت سیم کشی خطوط تلگراف و نصب دستگاه‌های مربوط، این فن را در مدرسهٔ دارالفنون به معماران و مهندسان دولتی آموزش دهد. البته پیش از آن نیز تبحر فنی هولتسر او را به سفر دیگری در ناحیه مشرق مدیترانه دریای سیاه جایی که کابل‌های تلگراف را از زیر دریا گذرانده بودند، کشانده بود. این نخستین تلاش انگلیسی‌ها برای ایجاد ارتباط تلگرافی بود نتیجه موفقیت‌آمیزی در برنداشت در سال ۱۲۴۲ هولتسر جوان، همراه با دیگر اعضای هیئت مهندسی را دولت انگلستان و طی طولانی در پی عبور از برلین و پترزبورگ و آستاراخان وارد ایران شد روزنامه دولتی ایران در شماره ۵۵۱ نوشت: "در این اوقات که برای کشیدن و امتداد سیم تلگراف، از دارالخلافه الی بندر بوشهر دو نفر از مهندسین دولت بهیهٔ انگلیس آمده؛ که از قرار دستورالعمل آن‌ها سیم تلگراف کشیده شود. .........
در سال 1242 شمسی خطوط تلگراف به اصفهان رسید. برخورداری از منافع این وسیله ارتباطی برای شهر اصفهان از یک سو حائز اهمیت بود. در این دوران تلگراف‌خانه اصفهان به فردی آلمانی به اسم ارنست هولتسر سپرده شد که هفت سال نیز در این مسئولیت بود. او در این مدت شیفته سبک زندگی، آداب‌ورسوم و اوضاع کشور ایران علی‌الخصوص شهر اصفهان شد. پس از پایان مدت مأموریت در تلگراف‌خانه و مراجعت به اروپا، او بار دیگر با خرید یک دوربین عکاسی به اصفهان مراجعت و شروع به ثبت آثار معماری، آداب‌ورسوم و مشاغل کرد.
در کتابی که از او درخصوص تجربیاتش از زندگی در ایران و اصفهان به‌جا مانده، هدف خود از این کار را این‌گونه شرح داده است: «ایران و اصفهان در آستانه یک تحول فرهنگی قرار گرفته‌اند و از چند سال پیش به این طرف بسیاری از عوامل بیگانه اغلب به سبک اروپایی دارند در این کشور نفوذ می‌کنند. عمارت‌های کهن، عادات و آداب‌ورسوم تدریجا از بین می‌روند؛ به‌طوری‌که تا چند سال دیگر آنچه را که شاردن و تاورنیه به وصف آورده‌اند، پیدا نتوان کرد. از این گذشته طی دوران اقامتم فرصت یافتم از منظره‌ها و ساختمان‌ها و میدان‌های جالب عکس‌برداری کنم و خوشحالم که این عکس‌ها یادگاری از بسیاری از عمارت‌های کهن است که بعدها خراب شدند و از بین رفتند.»
هولستر در جلفای اصفهان ازدواج کرد و تا آخر عمر در این شهر به سر برد و بیش از هزار قطعه عکس از جنبه‌های مختلف فرهنگ ایران و اصفهان برجای گذاشت که یکی از ارزشمندترین گنجینه‌های به‌جامانده از آن دوران برای مطالعه و بررسی‌های تاریخی است. امروزه تنها اثر از تلگراف‌خانه قدیمی اصفهان نام کوچه‌ای است که در خیابان خاقانی و در نزدیکی خانه هولستر باقی مانده است.
ارنست هولستراز کلاینشمالکالدن تا اصفهان این‌همه راه آمده است تا حامل پیامی برای زندگی آسان‌تر به مردم اصفهان باشد.
تلگراف‌خانه محل کارش می شود؛ اما کوچه پس‌کوچه‌ها، بازارها ، باغ‌ها، پل‌ها و رودخانه شهر محل زندگی و زایش دوباره او و مردم شهر هستند. کارش که در جلفا تمام می شود، زندگی اشنه فقط در محله ارمنی‌نشین که در تمام خیابان‌های شهر آغاز می‌شود و چه خوش است که این‌همه اصالتِ در حال انحطاط به نگاه لنز دوربین هولستر، یگانه می‌آید.
آن‌قدر عاشق اصفهان شده که می‌گویند اسقف اعظم از او می‌خواهد خانواده‌ای در این شهر داشته باشد. پس به او توصیه می‌کند که از زیبارویان ارمنی یکی را به همسری بگیر و او به اجابت این دعوت سه سال بعد اصفهانی‌تر می‌شود.
بالکن بالای ورودی بازار قیصریه از محبوب‌ترین جاهای اصفهانِ هولستر است. ساعت‌ها آنجا می‌ایستاد و شکوه نقش جهان را از ضلع شرقی با آوردن مسجد شاه و عالی قاپو در یک قاب جلا می‌بخشید. یک پک به پیپ می‌زد و یک نگاه به میدان می‌انداخت.
```
به گواه عکس‌های یگانه ارنست هولستر می‌دانیم که چهارباغ اولین خیابان سه‌بانده جهان است و کاخ آیینه‌خانه و عمارت نمکدان و … از نقش عشق هنرمندان شهرمان بوده‌اند و حالا دیگر وجود ندارند و ثبت تصاویر او از پیشه‌ها و مشاغل یادمان می‌آورد که چه‌ها می‌کردیم و برما چه می‌گذشته است.
[
۱۱
]
>
```

## عکس‌های هولتسر
در پی درگذشت هولتسر، تمام دارایی وی به یکی از دخترانش به نام لینا رسید، که در سال ۱۲۸۲ / ۱۹۰۳، با یکی از ارامنهٔ جلفا به اسکندر خان داویدخانیان ازدواج کرده بود. در آن هنگام لینا در تهران می‌زیست و دو دختر به نام‌های ری کولتا (Ricoletta), و هیلدگارد (Hildegard) داشت. پس از جنگ جهانی، ری کولتا با یک آلمانی ازدواج کرد؛ و درست یک قرن پس از ورود هولتسر به ایران، در حالی که بازماندهٔ متعلقات پدربزرگش را به همراه داشت، به آلمان کوچید. او در مونستر اقامت ورزید، و پنج صندوق بزرگ چوبی هولتسر را در زیر زمین خانه خود جای داد. در سال ۱۳۴۷ / ۱۹۶۹، ترکیدن لوله و جاری شدن آب زیرزمین خانه سبب شد صندوق‌ها را بیرون آورده باز کنند از آنجا که هولتسر، تمام این صندوق‌ها را با یک‌کم لایه اندود کرده بود این حادثه به محتویات آن آسیبی نرساند. صندوق‌ها حاوی تعداد قابل توجهی جعبه‌های چوبی، و این جعبه‌ها نیز حاوی صدها شیشه نگاتیو قدیمی، از ستاره تصویری هولتسر بود، که پس از گذشت یک قرن در مقابل دیدگان شگفت زده حاضران خارج می‌شد به غیر از شیشه‌های عکس کتابچه‌های حاوی دستورالعملهای شیمیایی یادداشت‌ها و خاطرات روزانه هولتسر در صندوق‌ها به چشم می‌خورد به زودی اقدام برای چاپ شیشه‌های عکاسی صورت گرفت. ابتدا رولاند هن (Roland Han)، دوست خانوادگی ری کولتا چاپ این مجموعه را آغاز کرد اما مرگ او در سال بعد از ادامهٔ کار را متوقف ساخت. سپس هل موت ویتس یکی از دوستان هن، که در «کومون فیلم» آلمان غربی کار می‌کرد، عهده‌دار مهم شد.
اولین بار ضیاء رضوی با چاپ مطلب کوتاهی با عنوان «کشف یک گنجینة پر بهای تاریخی»، در شمارة چهلم ماهنامه کاوه در فروردین ۱۳۵۱ (مارس ۱۹۷۲م.)، به معرفی تصاویر مهم و ارزشمند هولتسر از ایران پرداخت  . به سال ۱۳۵۴ نخستین بار تعدادی از عکس‌های هولتسر به نمایش عمومی درآمد، یک مجموعه شامل صد قطعه عکس در جلفای اصفهان، به نمایش گذارده شد؛ و آثار وی در حکم مجموعه‌ای دارای ارزش‌های قوم نگارانه، تاریخی و هنری به جهانیان معرفی گردید. نوهٔ هولتسر به سال ۱۳۵۲ برای دیدار از آرامگاه خانوادگی در جلفا، به ایران سفر کرد و ضمن دیدار با خلیفه «مسروپ آش جیان» در خلیفه گری ارامنه، مقدمات برپایی نمایشگاه‌هایی از آثار هولتسر را فراهم آورد. این نمایشگاه با حمایت خلیفه گری ارامنهٔ ایران و هندوستان در جلفا، و خانم «واردوهی داوید خانیان» از بیست و یکم تا سی ام آوریل ۱۳۵۵ / ۱۹۷۶ در اصفهان، برگزار شد.
در میان صدها عکس پیدا شده از او تنها تصویر موجود از  ضریح امامان شیعه در بقیع (قبل از آنکه تخریب شود) موجود بود که مربوط به زمانی است که در اصفهان ساخته شده و این عکس که شخصیت او را برای این جریان فکری تا حدودی پر اهمیت کرده است، در پشت این تصویر که امروز در آرشیو مرکز اسناد میراث فرهنگی نگهداری می‌شود به زبان آلمانی نوشته شده" پنجره‌ای از فولاد برای مدینه"

## آثار چاپی مجموعه عکسها
گنجینه عکس‌های هولتسر برای نخستین بار در سال ۱۳۵۵ ه‍. ش، همراه با یادداشت‌های او در کتابی به نام ایران در یک‌صد و سیزده سال پیش به چاپ رسید، و سرانجام در سال ۱۳۸۷ خانم پریسا دمندان این کتاب را پس از بازسازی عکس‌ها، به صورت کتاب دیگری تحت عنوان هزار جلوه زندگی به چاپ رسانید. در این کتاب مجموعه کاملی از عکس‌ها و یادداشت‌های ارنست هولتسر، همراه با تحقیق دربارهٔ زندگی و کار این علاقه‌مند به ایران توسط مرکز اسناد و مدارک میراث فرهنگی به چاپ رسیده‌است 
کتاب باز-دید بازعکاسی ۶۰ عکس از عکس‌های ارنست هولتسر است که در سال ۱۴۰۰ توسط مجید عرفانیان تالیف گردیده است.  برای هر یک از عکس‌های هولتسر، چهار صفحه در نظر گرفته شده است. ابتدا در صفحه سمت راست، عکس قدیمی هولتسر دیده می‌شود. در صفحه مقابل عکس بازنگاری شده (امروزی) قرار دارد. در این دو صفحۀ روبه‌رو، داستان‌هایی از ماجراهای مرتبط با سوژه عکس به دو زبان فارسی و انگلیسی نوشته شده است. در صفحۀ سوم، دو عکس قدیمی و جدید، بر روی هم قرار داده شده‌اند میزان تغییرات صورت گرفته بهتر قابل درک باشد و در صفحه چهارم نیز عکسی مکمل قرار گرفته است که نگاهی امروزی به سوژه عکس هولتسر دارد.

## آثار نمایشی
- موضوع فیلم خانواده ارنست به کارگردانی و نویسندگی محسن دامادی مرتبط با اوست.[۱۶]

- فیلم مستند فرزند اصفهان ، ساخته فرشاد اکتسابی. کارگردان به خاطر این فیلم، موفق به کسب تندیس بهترین کارگردانی جشنواره فیلم کوتاه شد [۱۷]
- نمایش هولستر، فرزند اصفهان:، این نمایش در جشن یکصدمین سالگی تئاتر فرایبورگ آلمان در فروردین ۱۳۹۰، سی‌امین جشنواره بین‌المللی تئاتر فجر در اردیبهشت ۱۳۹۰ و در تالار هنر اصفهان اجرا شده‌است [۱۸]

## نگارخانه

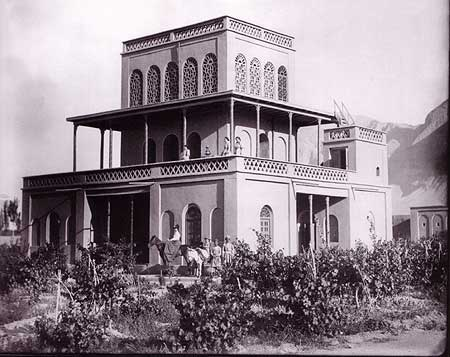
خانهٔ هولتسر در اصفهان
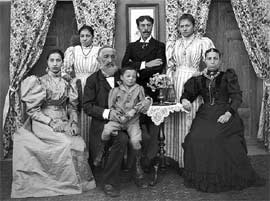
خانوادهٔ هولتسر در اصفهان
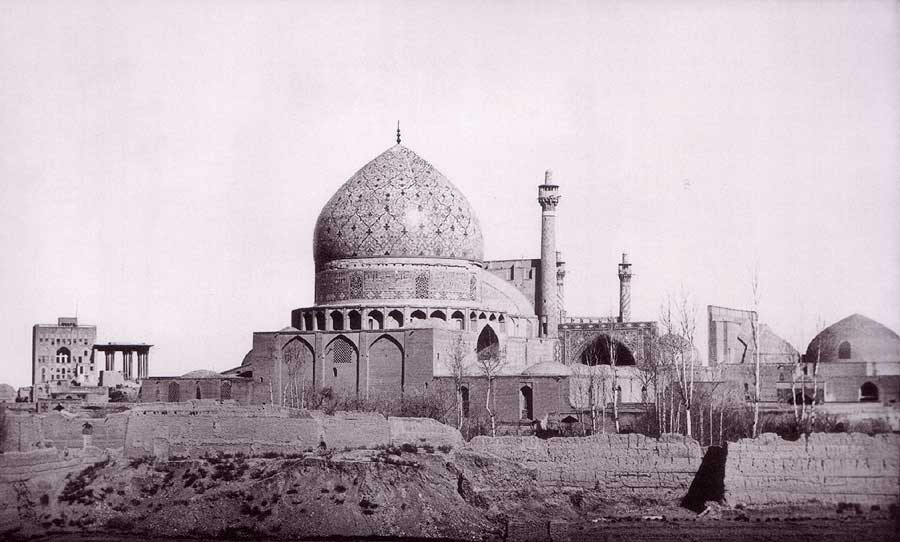
مسجد شاه اصفهان
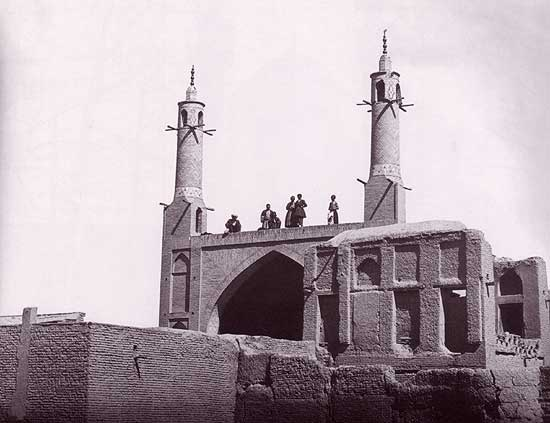
منارجنبان
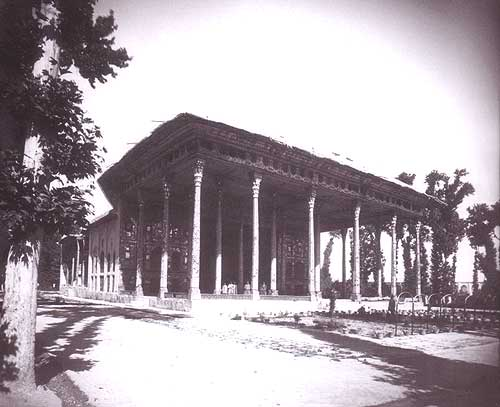
چهل ستون اصفهان
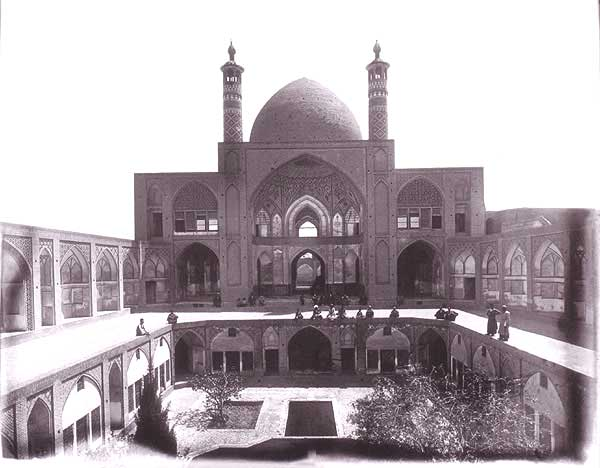
مسجد آقابزرگ کاشان
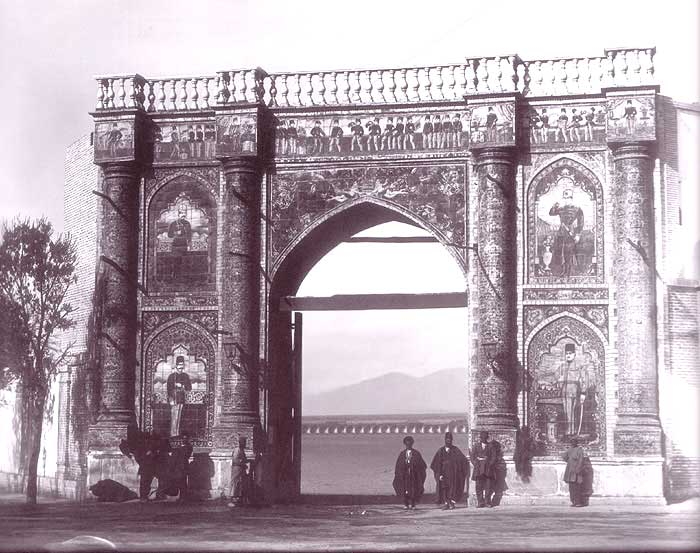
میدان مشق تهران
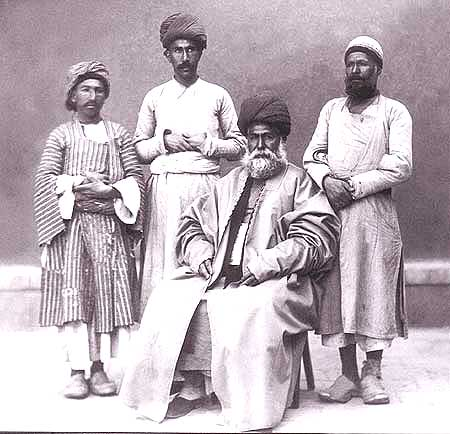
زرتشتیان یزد
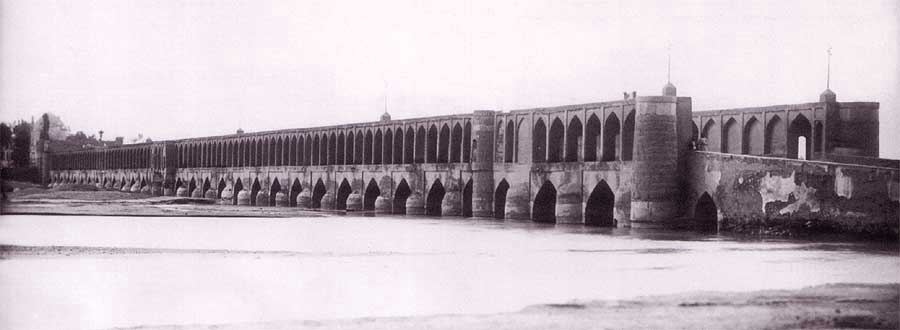
سی و سه پل
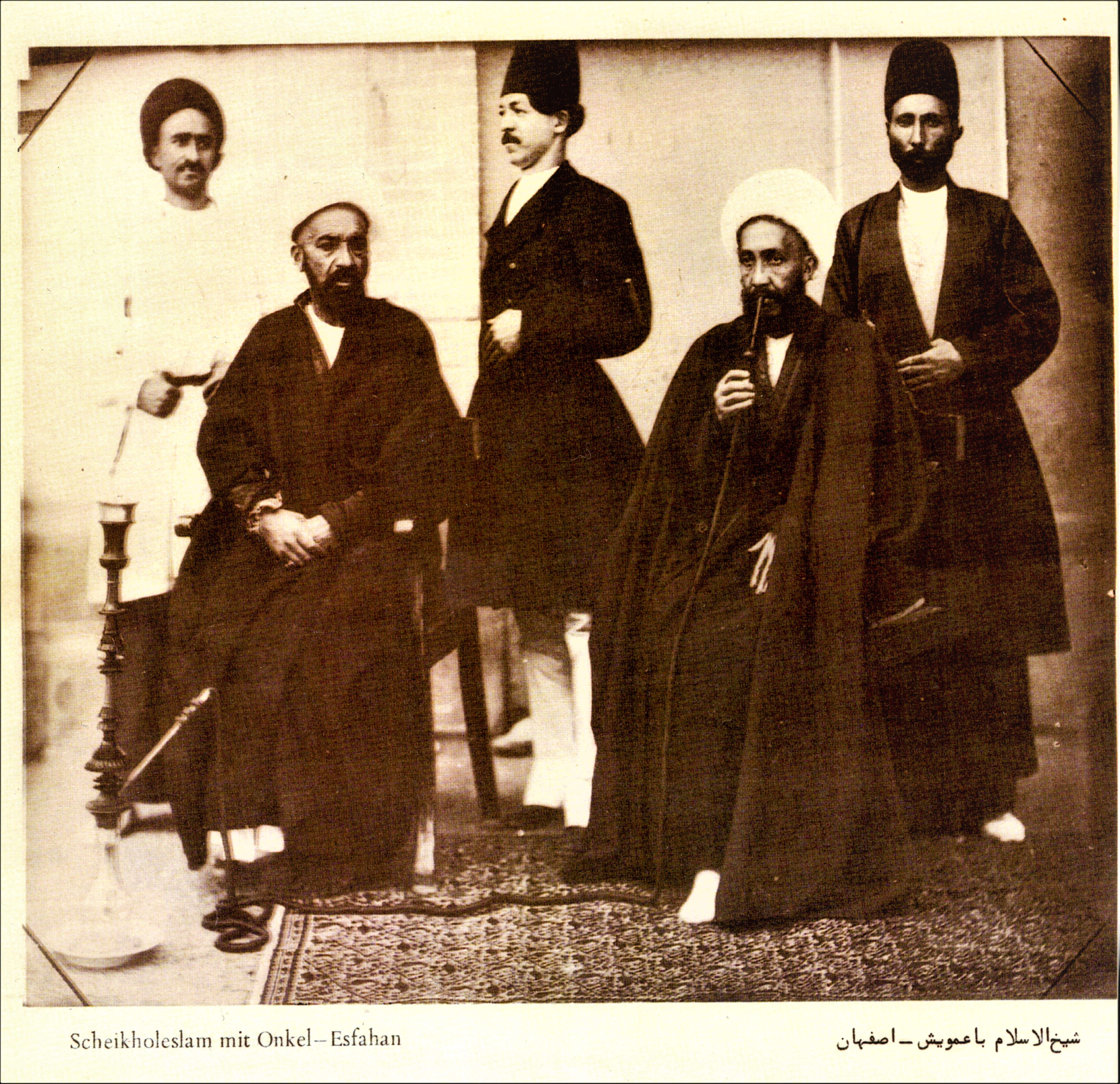
شیخ الاسلام با دائی اش
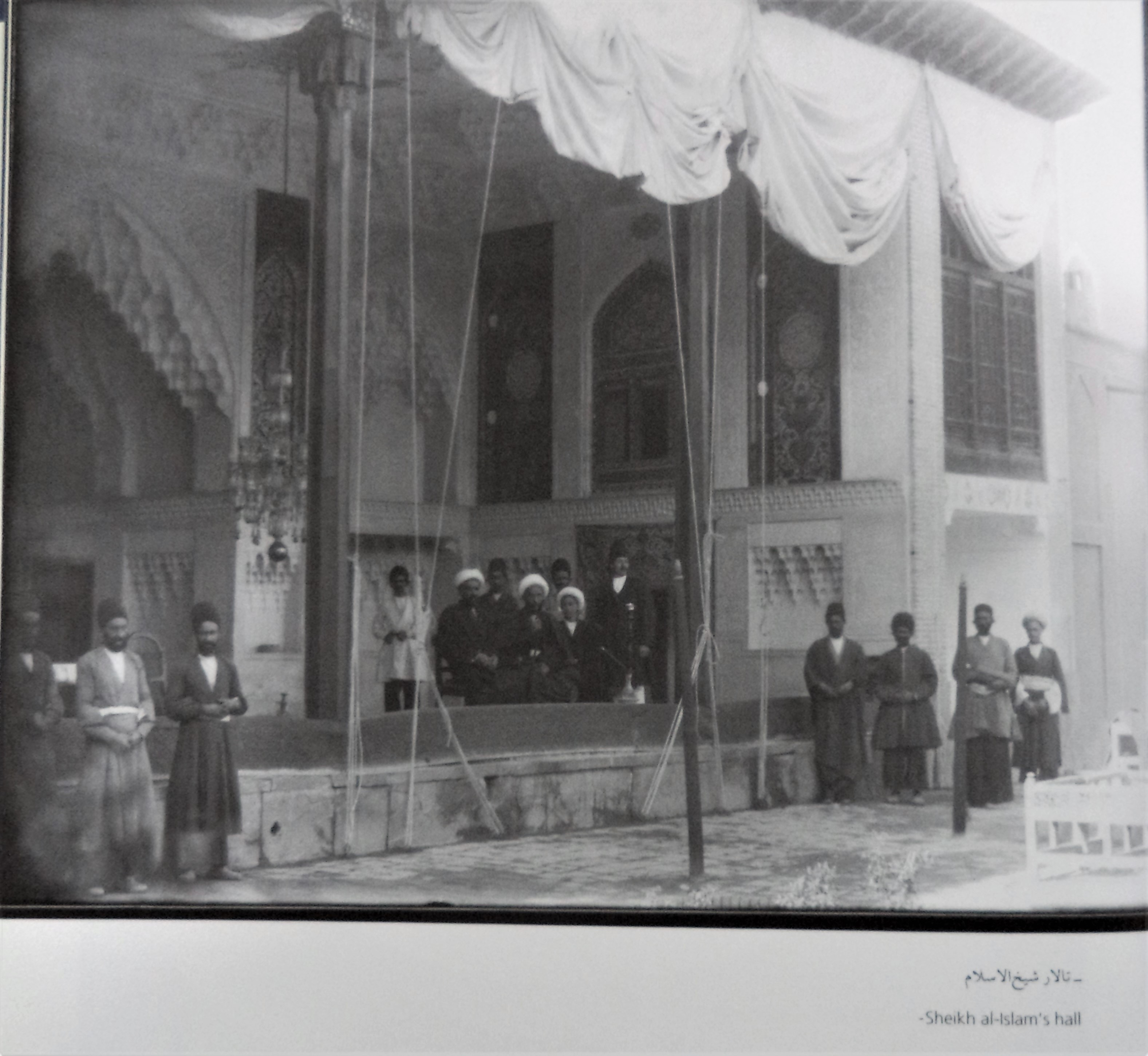
تالار شیخ الاسلام